# Fenomenismo
In epistemologia e nella filosofia della percezione, il fenomenismo (dal greco tò phainómenon, "ciò che si manifesta" o "appare") è la concezione per cui gli oggetti fisici non esistono in quanto cose in sé, ma solamente come fenomeni percettivi o stimoli sensoriali (ad esempio il colore rosso, la durezza o la sofficità, la dolcezza, ecc.) collocati nel tempo e nello spazio. In particolare, il fenomenismo mira a ridurre il discorso sugli oggetti fisici del mondo esterno a un discorso riguardo a un insieme di dati sensoriali o strumentali.
Il fenomenismo oltre che una dottrina gnoseologica è anche un settore della filosofia che può rivolgersi a tematiche ontologiche.

## Definizione
Fenomenismo è un termine che è stato coniato in epoca moderna per designare le teorie secondo cui noi non abbiamo mai a che fare con la realtà com'è in se stessa ("An Sich"), ma soltanto con la realtà quale ci appare. In altri termini il fenomenismo è la dottrina filosofica per cui, non potendosi conoscere le cose come sono in sé stesse, ma soltanto come si manifestano a noi, il mondo riveste i caratteri di un semplice fenomeno, ossia di una realtà che è tale solo in rapporto a colui che l'apprende e nel modo in cui l'apprende.
Il fenomenismo, in tutte le sue varianti, afferma l'esistenza di un dualismo di base: da una parte la realtà, dall'altra le nostre immagini della realtà. Ciò che qui chiamiamo 'immagine' è stato via via definito come 'eidolon' (Democrito, Platone), 'idea' (Cartesio, John Locke, Berkeley), 'appercezione' (Leibniz), 'percezione' (Maupertuis), 'impressione' (David Hume), 'rappresentazione' o 'fenomeno' (Kant, Schopenhauer, Idealismo), 'immagine' (Bergson). Il significato non cambia: sono le nostre immagini mentali della realtà.  
Non è da confondersi con la fenomenologia, che è invece una scuola filosofica nella quale l'opposizione tra fenomeno e cosa in sé viene risolta o messa da parte.

## Storia del fenomenismo
Storicamente il fenomenismo si presenta in due varianti. In quella dell'innatismo, il mondo sensibile è fatto solo di immagini, ma può acquistare un certo grado di 'realtà' se pensato tramite le Idee innate che non derivano da esso. Quali siano le idee innate, è dottrina controversa: per Platone e per il platonismo medievale esse sono le idee matematiche e logiche e soprattutto quelle riferite al bene e al male; per Cartesio esse sono di tre tipi: Io, mondo, Dio, e da qui proviene la canonica tripartizione della metafisica in psicologia, cosmologia, teologia (Wolff, Kant); per Leibniz tutte le idee sono innate, anche quelle sensibili corrispondenti ad oggetti fisici. La loro maggiore o minore chiarezza dipende dalla loro forza, ma in quanto all'origine esse provengono tutte dall'interno ("le monadi non hanno porte né finestre").
La variante dell'empirismo invece nega l'esistenza di idee innate, e risolve così tutto il nostro rapporto con la realtà in un rapporto tra noi e le nostre immagini. Può sfociare nello scetticismo.
Il fenomenismo risale ai Fisici pluralisti e a Democrito in particolare: la teoria atomistica degli effluvi è la prima, e già abbastanza evoluta, dottrina di tipo fenomenistico.
Anche il Platonismo è un fenomenismo, almeno come teoria della percezione sensibile, poiché le immagini (eidola) delle cose sensibili (crémata) vengono a formare una "immagine globale" del mondo, o doxa, la quale è puro apparire della realtà (le idee), alla quale rimanda come una copia all'originale, ma con la quale non coincide affatto. 
Tutte le dottrine ispirate al Platonismo ripropongono in qualche misura un fenomenismo della percezione sensibile.
Tra gli esempi moderni abbiamo la filosofia cartesiana e postcartesiana, poiché le idee avventizie e fattizie (che si presentano come oggetti sensibili) per Cartesio sono copie mentali, immagini più o meno fedeli a qualcosa che esiste fuori dalla mente (e che Cartesio definisce come essere formale).
L'empirismo inglese di Locke e Hume accentua il fenomenismo con la teoria delle Idee (Locke) e delle impressioni (Hume): in entrambi i casi, nella mente vi sono immagini più o meno fedeli della realtà esterna, ed i concetti generali (soprattutto scientifici) hanno come unico fondamento di validità tali immagini. Da qui lo scetticismo di Hume, ovvero la negazione del valore della conoscenza scientifica della Natura.
Kant e l'Idealismo ripropongono il fenomenismo della conoscenza sensibile, ma ne fondano la validità sul soggetto stesso, inteso non più in senso individuale, bensì generale (o trascendentale o puro). Il dualismo gnoseologico di base è evidente nella distinzione kantiana tra fenomeni (le immagini mentali) e cosa in sé (la realtà).
La psicologia della Gestalt (forma) ripropone un moderno  fenomenismo di tipo innatistico, dimostrando che gli oggetti sensibili ci si presentano già preliminarmente in configurazioni tipiche o forme, le quali non derivano dall'esperienza ma servono anzi per darle significato.
Su tale strada anche Jean Piaget individua delle forme o configurazioni tipiche della mente, che si evolvono con la crescita del bambino, e che vengono a costituire concezioni via via più complesse e adattive della realtà. Per Piaget la concezione scientifica esprime la realtà vista dell'adulto, mentre le concezioni magiche, animistiche ecc. segnano una evoluzione psichica ancora incompleta. Quindi anche per Piaget la 'realtà' in cui noi viviamo è precostituita dalle configurazioni in cui si dànno gli oggetti quotidiani, e tali configurazuioni o schemi sono innati, tendendo ad una loro spontanea evoluzione.

## Sostenitori illustri
- Johannes Nikolaus Tetens
- Colin Murray Turbayne[2]
- John Foster